# Tremellostereum
Tremellostereum är ett släkte av svampar. Tremellostereum ingår i familjen Sebacinaceae, ordningen Sebacinales, klassen Agaricomycetes, divisionen basidiesvampar och riket svampar.
|                 | Sebacina                                   |
|                 |                                            |
|                 | Ditangium                                  |
|                 |                                            |
|                 | Tremellodendron                            |
|                 |                                            |
|                 | Efibulobasidium                            |
|                 |                                            |
|                 | Tremelloscypha                             |
|                 |                                            |
|                 | Cristella                                  |
|                 |                                            |
|                 | Craterocolla                               |
|                 |                                            |
| Tremellostereum | \| \| Tremellostereum dichroum \| \| \| \| |
|                 | \| \| Tremellostereum dichroum \| \| \| \| |
|                 | Tremellostereum dichroum                   |
|                 |                                            |

|  | Tremellostereum dichroum |
|  |                          |